# Contrôleur (RATP)
Pour les articles homonymes, voir Contrôleur.
Un contrôleur de la RATP est chargé, principalement, d'effectuer, en région parisienne, un contrôle des titres de transport dans le métro de Paris, sur les sections de lignes RATP du réseau express régional d'Île-de-France (RER), dans les tramways des neuf lignes du tramway d'Île-de-France gérées par la Régie (T1, T2, T3a, T3b, T5, T6, T7, T8 et T9) ainsi que dans les autobus du réseau de bus RATP.
Avant 2009, il existait trois entités distinctes opérant sur chaque réseau, mais désormais, il n'existe plus qu'une seule unité, le  « Service Contrôle Clientèle » (SCC) dont les agents sont en mesure d'opérer indifféremment sur n'importe quel réseau. Cette nouvelle approche du contrôle « multimodal » s'inscrit dans les projets du Syndicat des transports d'Île-de-France (STIF) et de la RATP qui souhaite créer des « pôles » multimodaux sur certaines stations, où les usagers auront un choix complet de possibilité de transports (bus, métro, RER, vélib', taxis, etc.). En 2010, il y a environ 1 200 agents de contrôle dans l'unité SCC auxquels il faut rajouter les équipes de contrôle de ligne CSA (uniquement métro) qui n'ont pas été intégrés au SCC et les agents du Groupe de protection et de sécurité des réseaux.
Les contrôleurs sont assermentés au titre de la loi du 15 juillet 1845 sur la police des chemins de fer et le décret no 730 en date du 22 mars 1942. Ils peuvent donc constater toutes les infractions à la police des chemins de fer et décider des suites à donner. Ils répondent aussi à un code de déontologie et à une certification. Ainsi, ils ont des droits, mais aussi des devoirs. L'assermentation protège l'agent dans le sens où une atteinte physique envers lui sera plus sévèrement punie que la même atteinte envers une personne quelconque. À l'inverse, une faute de l'agent sera plus sévèrement punie. En outre, la parole de l'agent fait foi (l'assermentation lui implique de dire la vérité, par serment) jusqu'à preuve du contraire. Ainsi, en cas de contestation ou de désaccord, le contrevenant devra prouver ses dires par écrit ou témoins.

## Effectif
En 1998, la RATP comptait environ 1700 contrôleurs.
En 2016, la RATP comptait 1250 agents de contrôle,.

## Tenue et équipement

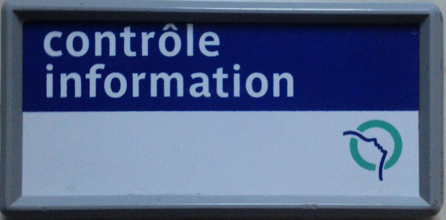
Badge

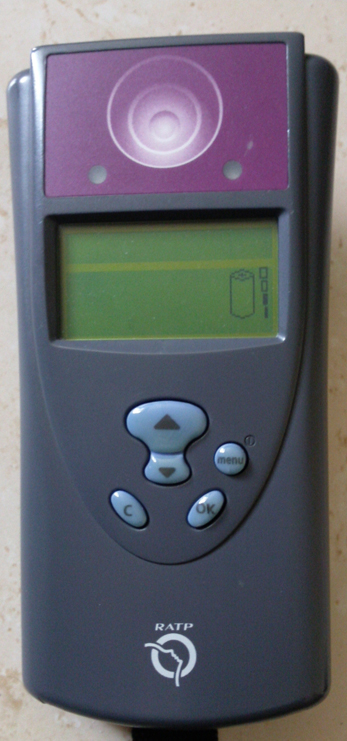
Lecteur décodeur portable de contrôle (LDPC)

Les contrôleurs portent l'uniforme de l'exploitation, celui que l'on rencontre le plus fréquemment puisqu'il est porté par les conducteurs de bus. Il comprend un pantalon, une veste verte, une chemise blanche et une cravate rayée bleu et vert. S'y ajoutent un pull bleu, une polaire noire (issue de la dotation de la maintenance), et une parka pour l'hiver.
La plupart des parkas sont de couleur bleue mais certains contrôleurs portent l'ancienne parka des machinistes, noire (en effet, au départ, il n'y avait pas de recrutement externe pour le métier de contrôleur et on y parvenait par mobilité interne, d'où la présence de ces anciennes parkas). D'autres utilisent une parka bleue à liserés verts et blancs issue du réseau ferré.
Lors de grandes chaleurs, ils portent simplement la chemisette blanche sans cravate. Enfin, en mission, ils portent un badge portant la mention « contrôle information » permettant de les
identifier.
Pour leurs missions, ils sont équipés d'un « lecteur-décodeur portable de contrôle » (LDPC) qui permet la lecture des cartes Navigo avec le type d'abonnement que détient la personne, les zones autorisées et les trois dernières validations. Aucune autre information personnelle n'est lisible. Ils disposent aussi d'un terminal de paiement électronique, pour recevoir les paiements par carte bancaire, de téléphones d'équipe ou d'un talkie-walkie.
Cependant, il se peut que des contrôles soient effectués « en civil ». Ils sont, la plupart du temps, réalisés la nuit lors des services Noctilien. Les contrôleurs sont reconnaissables grâce au port d'un brassard orange fluorescent avec la mention « RATP Contrôle ».

## Mode opératoire
Ils travaillent toujours en équipe de 3 à 14 agents, selon les lignes contrôlées, mais ils sont le plus souvent 5 ou 6. Chaque mission est conduite par un responsable d'équipe, auparavant en civil (qui était pris souvent pour un policier en civil). C'est lui qui est en contact permanent avec les responsables de la sécurité RATP et de la police. Les agents de contrôle opèrent toujours en binôme.
L'équipe dispose souvent d'un véhicule de service pour lui permettre de se déplacer partout, et il est fréquent de voir un véhicule suivre le bus. Le contrôle s'effectue à n'importe quel moment de la journée ou de la nuit, ainsi que les jours fériés. Il n'y a pas de contrôle lorsque les transports sont déclarés gratuits à la suite d'un événement exceptionnel, et il est inexistant ou sporadique lors de grèves SNCF ou RATP, les réseaux étant imbriqués. Le contrôle de nuit s'effectue en civil.

## Missions
Les missions sont variées. Outre le contrôle des titres de transports, ils peuvent canaliser le flux des voyageurs lors d'incidents d'exploitation ou de grèves. Ils renseignent les voyageurs ; ils pratiquent parfois l'assistance sur des accidents de la route n'impliquant pas forcément un bus. Les missions de contrôle s'effectuent en statique (sur place à une station ou arrêt bien précis) ou en itinérant (contrôle dans le bus et les rames). Parfois, l'équipe est accompagnée d'agents du Groupe de protection et de sécurité des réseaux (GPSR) (sécurité RATP) ou de la police lors d'opérations spéciales sur réquisition de la préfecture de police.

## Recrutement, formation et rémunération
Le recrutement s'effectue d'abord sur des tests de sélection assez communs : français, mathématiques, logique, assez simples mais qui nécessitent une petite préparation personnelle, surtout au niveau logique. Ensuite, il y a une épreuve de groupe, connue sous le nom de « test du village » qui détermine l'aptitude à travailler au sein d'une équipe. Il y a plus tard, un entretien avec un psychologue et une visite médicale.
Ensuite, la formation commence ; elle dure quelques semaines et porte sur les aspects sécuritaires, juridiques et commerciaux du métier. À l'issue de celle-ci, un ultime entretien devant un jury, sur cas concret, valide l'embauche ou non.
L'agent « validé » est ensuite envoyé sur le terrain, en site opérationnel, pour une évaluation d'un an, appelée « commissionnement », que l'on retrouve aussi à la SNCF ou dans la police par exemple. L'assermentation et l'agrément s'obtiennent en fonction des délais des tribunaux.
Si l'année est validée, l'agent est embauché à titre définitif. D'autres assermentations s'obtiennent plus tard pour notamment constater les infractions au code de la route entraînant une perturbation pour la circulation des bus (stationnement sur voies de bus, etc.). La rémunération brute annuelle en début de carrière est de 26 512 euros — 13ème mois compris.
Avant la mise en place de la nouvelle unité, les contrôleurs du réseau ferré touchaient une prime d'équipe sur les paiements immédiats mais ceux du bus ne touchaient rien. Désormais, il n'existe plus de prime à l'acte. Des petites perspectives d'évolution existent au sein du contrôle mais l'entreprise encourage théoriquement la transversalité, c'est-à-dire l'évolution dans d'autres métiers.

## Constat des infractions
Les infractions sont constatées uniquement à l'intérieur de la « zone de contrôle », ce qui correspond, sur le réseau ferré, à l'espace entre les tripodes d'entrée et les portes de sorties, ce qui comprend les couloirs, les quais et les rames. C'est pour cette raison qu'il faut garder son ticket jusqu'à la sortie. Sur le réseau de bus, ceux-ci évoluant sur la voie publique, la zone est limitée à l'intérieur du bus, ce qui implique que les titres de transports ne peuvent pas être contrôlés dans la rue ou sous l'arrêt de bus, ce dernier appartenant à la région. Le procès-verbal ou la quittance peuvent toutefois être légalement établis sur la voie publique. Enfin le contrôle doit toujours être annoncé.
Lorsqu'une infraction est constatée, l'agent demande au contrevenant le règlement de l'indemnité forfaitaire. Si la personne ne veut ou ne peut pas régler, elle doit alors justifier de son identité en vue d'établir un procès-verbal. Ce dernier élève l'amende de 30 euros supplémentaires (frais de dossier) ou 38 euros en cas d'intervention de la police. Le procès-verbal est payable sous deux mois auprès de la RATP. Passé ce délai, c'est le trésor public qui se charge du recouvrement en appliquant une amende forfaitaire majorée d'un montant de 180 euros ou de 375 euros. Si la personne ne veut ou ne peut pas justifier de son identité, le contrôleur peut appeler la police qui procédera à une vérification d'identité.

## Justificatif d'identité et vérification
L'article L2241-10 du Code des transports dispose que Les passagers (...) doivent être en mesure de justifier de leur identité lorsqu'ils ne disposent pas d'un titre de transport valable.
Pour les autres infractions n'importe quel document peut suffire pour la justification d'identité, du simple courrier à la carte de piscine.
L'identité verbale est aussi recevable. Cependant si les documents sont insuffisants ou douteux, le contrôleur peut appeler la police. En revanche, un contrôleur, ne peut pas vérifier l'identité. Il ne peut pas téléphoner à un tiers du contrevenant (et, par conséquent, ne peut pas demander un numéro de téléphone), ni contacter un service de la RATP.
Il peut demander l'identité du contrevenant à un tiers présent sur place, mais ne peut pas la comparer ensuite à l'identité présentée par le contrevenant et vice-versa. Le contrôleur peut donc recueillir ou relever l'identité mais ne peut pas la vérifier. Seul un officier de police judiciaire (OPJ) peut le faire.
Le contrôleur ne peut en aucun cas obliger le contrevenant à montrer sa pièce d'identité et encore moins fouiller dans ses affaires personnelles.
Le relevé d'identité ne peut s'effectuer que dans la zone de contrôle.
Enfin, l'article L2242-5 dispose que Est puni de deux mois d'emprisonnement et de 3 750 € d'amende le fait de déclarer intentionnellement une fausse adresse ou une fausse identité auprès des agents assermentés.
En outre, les contrôleurs sont tenus de présenter leur carte professionnelle à quiconque en fait la demande (L2251-3 Code des transports).

## Types d'infractions: contraventions et délits
Les infractions peuvent être contraventionnelles ou délictuelles.
Les premières concernent la majorité des infractions constatées, comme le défaut de titre de transport, le ticket non validé, la pose des pieds sur les sièges, les dégradations. Les délits sont principalement les insultes, outrages, menaces de mort et les coups et blessures.
Alors que les fraudeurs contrôlés n'avaient aucune obligation de rester à disposition du contrôleur durant le contrôle, la loi Savary de 2016 est venue apporter une évolution majeure.
En effet, l'article 2241-2 du code des transports dispose que Pendant le temps nécessaire à l'information et à la décision de l'officier de police judiciaire, le contrevenant est tenu de demeurer à la disposition d'un agent.
Les contrôleurs peuvent donc dorénavant maintenir les contrevenants sur place. En revanche, le texte ne prévoit aucune sanction en cas de fuite du contrevenant postérieurement à l’ordre donné par l’OPJ de le conduire devant lui ou de le retenir.
Cependant, le faible taux de réponse des officiers de police judiciaire vient tempérer la portée de cette loi à cause de leur absence de disponibilité, en raison notamment de leur occupation à d’autres tâches jugées prioritaires. Ces OPJ, la plupart du temps, ne donnent pas leur accord à la rétention des contrevenants le temps que leur identité soit vérifiée.
Quelques tarifs d'infraction (paiement au contrôleur)
- Ticket non validé, codifié 3TNV sur le bus ou le tramway : 5 euros ;
- Ticket non validé, codifié 3007 sur le métro ou le RER : 35 euros ;
- Ticket à tarif réduit sans justificatif, codifié 3SJ sur le bus ou le tramway, 3002 sur le métro ou le RER : 35 euros ;
- Absence de photo ou de nom sur les titres nominatifs : 35 euros ;
- Sans titre de transport, codifié 4STT sur le bus ou le tramway et 4001 sur le métro ou le RER : 50 euros ;
- Franchissement illicite sans titre de transport (passage par-dessus les tripodes), codifié 5050 : 60 euros ;
- Abonnement non valable, c'est-à-dire voyage effectué en partie ou totalement en dehors des zones tarifaires souscrites, codifié 3ANV sur le bus ou le tramway, 3003 sur le métro ou le RER : 35 euros ;
- Montée par les portes arrière des bus à deux portes, codifié 5MDI : 60 euros.

En résumé, la plupart des petites infractions, comme le ticket non validé dans le RER, entraînent une pénalité de 35 euros (codes commençant par 3). Les infractions plus graves comme l'absence de titre de transport ou le titre de transport périmé « coûtent » 50 euros (codes commençant par 4). Enfin, tout ce qui correspond au comportement, comme faire un scandale dans le bus, mettre les pieds sur les sièges, monter par l'arrière est « tarifé » à 60 euros. Ces montants sont applicables en cas de paiement immédiat.
Les délits (coups et blessures, outrages) ne sont pas sanctionnés par une pénalité financière immédiate mais relèvent systématiquement du tribunal.
Des frais de dossier de 30 euros s'y ajoutent en cas de paiement différé, dans les deux mois, à la RATP (relevé d’identité sans appel de la police) ou de 38 euros si la police vérifie l'identité. Pour les personnes de moins de 16 ans, il n'y a aucuns frais de dossier même avec la police (ordonnance du 2 février 1945).
Certaines infractions peuvent entraîner la confiscation du titre de transport (carte Navigo appartenant à un tiers, problème à la lecture de la puce de la carte, etc.).

## Les contrôleurs de la RATP dans les œuvres de fiction
Les contrôleurs de la RATP sont évoqués dans diverses chansons françaises, notamment dans le rap et le punk rock, où ils sont décrits de façon particulièrement négative. Ainsi, dans le titre éponyme[Information douteuse] de Ludwig von 88, lorsque le personnage Rémy, énervé après un contrôle d'identité où il n'a pas ses papiers, cherche ce qu'il peut y avoir de pire qu'un policier, il pense aux contrôleurs de la RATP, qualifiés de « power-bouffons » qu'il y a lieu de « radier de la face de la Terre, de l'univers » avant de mourir dans un échange de tirs où il abat divers agents.

## Textes applicables
- Loi du 15 juillet 1845 sur la police des chemins de fer et le décret no 730 en date du 22 mars 1942, abrogée depuis le 1er décembre 2010, par l'article 7 de l'ordonnance no 2010-1307 du 28 octobre 2010 relative à la partie législative du code des transports. Toutefois, certaines parties restent provisoirement en vigueur (article 9, 6° de l'ordonnance précitée).
- Article 23 de la loi du 15 juillet 1845.
- Articles 78-1 à 78-7, d'une part, et articles 529-3 à 529-6, d'autre part, du Code de procédure pénale[10].
- Article 74 de la loi sur la police des chemins de fer.
- Ordonnance du 2 février 1945.
- Articles 223-3 et 432-4 du code pénal.